# Tschechoslowakische Männer-Handballnationalmannschaft
Die tschechoslowakische Männer-Handballnationalmannschaft repräsentierte den Handballverband der Tschechoslowakei als Auswahlmannschaft auf internationaler Ebene bei Länderspielen im Handball gegen Mannschaften anderer nationaler Verbände.
Obwohl die Tschechoslowakei zum 1. Januar 1993 in die Staaten Tschechien und Slowakei aufgeteilt worden war, trat bei der Weltmeisterschaft im März 1993 noch ein gemeinsames Team an. In der Folge wurden die Handballverbände der beiden Länder gegründet, die seitdem die tschechische Nationalmannschaft und die slowakische Nationalmannschaft aufstellen.

## Internationale Großereignisse

### Olympische Spiele
- Olympische Spiele 1972:  2. Platz (von 16 Mannschaften)

Kader: Peter Pospíšil (5 Spiele/0 Tore), Jaroslav Škarvan (3/0), František Králík (4/0), Zdeněk Škára (1/0), Arnošt Klimčík (1/0), Andrej Lukošík (4/1), Vincent Lafko (5/3), František Brůna (2/3), Vladimír Haber (5/5), Pavol Mikeš (6/6), Vladimír Jarý (6/10), Ivan Satrapa (6/11), Jindřich Krepindl (6/11), Ladislav Beneš (6/14), Jiří Kavan (6/15), Jaroslav Konečný (6/22). Trainer: Jiří Vícha und Ladislav Šesták.
- Olympische Spiele 1976: 7. Platz (von 11 Mannschaften)

Kader: Ján Packa (6 Spiele/0 Tore), Bohumil Cepák (6/0), Jiří Liška (2/1), Štefan Katušák (1/2), Jindřich Krepindl (5/7), Vladimír Jarý (6/8), Jozef Dobrotka (5/9), Ivan Satrapa (6/10), Jaroslav Papiernik (6/10), Jiří Kavan (5/10), Vladimír Haber (6/12), František Šulc (6/13), Jiří Hanzl (6/22), Pavol Mikeš (6/27). Trainer: Jiří Vícha.
- Olympische Spiele 1980: nicht qualifiziert
- Olympische Spiele 1984: qualifiziert, aber auf Grund des Olympiaboykotts nicht teilgenommen
- Olympische Spiele 1988: 6. Platz (von 12 Mannschaften)

Kader: Michal Barda (6 Spiele/0 Tore), Peter Mesiarik (6/0), Ľubomír Švajlen (ohne Einsatz), Tomáš Bartek (6/24), Petr Baumruk (5/9), Miroslav Bajgar (6/13), Milan Brestovanský (2/1), Milan Folta (6/1), Karel Jindřichovský (4/13), Jiří Kotrč (6/17), Jan Novák (6/15), Libor Sovadina (6/25), František Štika (1/4), Jozef Škandík (6/3), Zdeněk Vaněk (6/2). Trainer: Vojtěch Mareš und Jiří Kekrt.

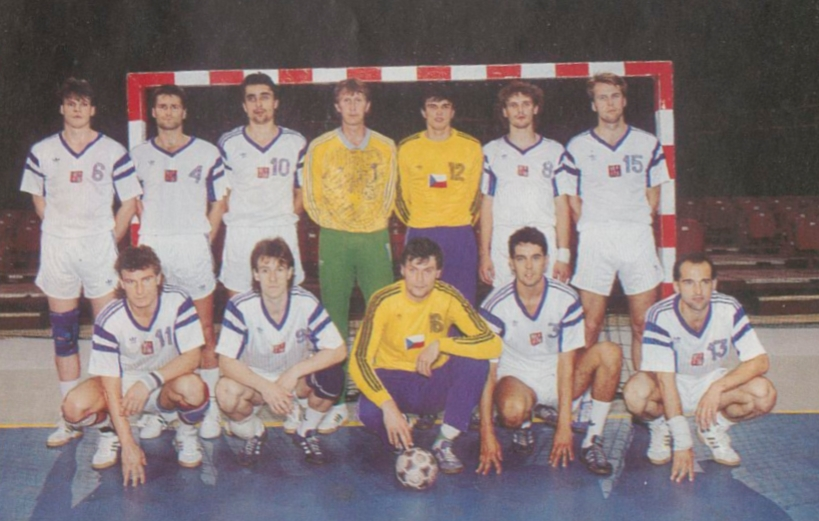
Die tschechoslowakische Auswahl vor den Olympischen Spielen 1992.

- Olympische Spiele 1992: 9. Platz (von 12 Mannschaften)

Kader: Ľubomír Švajlen (5 Spiele/0 Tore), Peter Kakaščík (1/0), Peter Mesiarik (6 Spiele/0 Tore), Ján Sedláček (2/1), Petr Baumruk (3/2), Milan Folta (6/3), Bohumír Prokop (2/4), Petr Házl (5/4), Peter Kalafút (5/4), Roman Bečvář (5/9), Ľubomir Hudák (6/9), Zdeněk Vaněk (6/10), Václav Lanča (4/10), Martin Šetlík (6/15), Zoltán Bergendi (5/18), Michal Tonar (5/21). Trainer: František Šulc und O. Krouský.

### Weltmeisterschaften
- Weltmeisterschaft 1938: nicht teilgenommen
- Weltmeisterschaft 1954:  3. Platz (von 6 Mannschaften)

Kader: Jiří Korbel (11 Tore), Oldřich Spáčil (10 Tore), Vladimír Nykl, Jiří Vícha, Miloš Bačák, Miroslav Baumruk, Karel Čermák, Jiří Klemm, Bedřich König, Zdeněk Pešl, Dušan Ruža, Josef Trojan, Alois Navrátil. Trainer: Jan Vorreth.
- Weltmeisterschaft 1958:  2. Platz (von 16 Mannschaften)

Kader: Václav Eret (35 Tore, zweitbester Torschütze des Turniers), Vladimír Nykl, Jiří Vícha, Anton Frolo, Jiří Klemm, Karel Čermák, Bedřich König, Vojtěch Mareš, Jaroslav Provazník, Dušan Růža, Josef Trojan, Oldřich Spáčil, Miroslav Vícha, Josef Čaniga, František Vykouřil, Zdeněk Rada. Trainer: Jan Vorreth.
- Weltmeisterschaft 1961:  2. Platz (von 12 Mannschaften)

Kader: Zdeněk Rada (24 Tore, Torschützenkönig), František Arnošt, Jiří Vícha, Rudolf Havlík, František Heřman, Václav Duda, Vojtěch Mareš, Josef Trojan, Anton Frolo, Karol Lukošík, Jaroslav Skála, František Šobora, Karel Čermák, Oskar Poliak, Jaroslav Provazník, Dušan Růža. Trainer: Karel Strnad und Ladislav Šesták.
- Weltmeisterschaft 1964:  3. Platz (von 16 Mannschaften)

Kader: Jiří Vícha, František Arnošt, Vojtěch Mareš, Josef Trojan, Anton Frolo, Václav Duda, František Brůna, Jiří Djakov, Jan Vítoslavský, Ladislav Beneš, Rudolf Havlík, Zdeněk Rada, František Herman, Vladimír Seruga, Jaroslav Rážek, Zdeněk Černý. Trainer: Jaroslav Mráz und Bedřich König.
- Weltmeisterschaft 1967:  1. Platz (von 16 Mannschaften)

Kader: František Arnošt (6 Spiele/0 Tore), Jaroslav Škarvan (6/0), Jaroslav Rážek (1/0), Anton Frolo (5/1), Vladimír Seruga (1/2), Bedřich Cíner (3/3), Arnošt Klimčík (1/3), Rudolf Horváth (2/3), Martin Gregor (6/3), František Heřman (2/4), Ladislav Beneš (6/6), Rudolf Havlík (5/7), Vojtěch Mareš (5/14), Jaroslav Konečný (5/15), Václav Duda (6/28), František Brůna (6/34/Viertbester Torschütze). Trainer: Bedřich König.
- Weltmeisterschaft 1970: 7. Platz (von 16 Mannschaften)

Kader: Jaroslav Konečný (20 Tore), František Arnošt, Jaroslav Škarvan, Jiří Kavan, Arnošt Klimčík, Vojtěch Mareš, Ladislav Beneš, Rudolf Horváth, Štefan Katušák, František Brůna, Václav Duda, Václav Kranát, František Heřman, Rudolf Havlík, Ivan Satrapa, Andrej Lukošík. Trainer: B. König.
- Weltmeisterschaft 1974: 6. Platz (von 16 Mannschaften)

Kader: Svatopluk Pavelka, Zdeněk Šedivec, Ján Packa, Ladislav Beneš, Jaroslav Papiernik, Pavol Mikeš, Andrej Lukošík, Jindřich Krepindl, Zdeněk Čtvrtník, Jiří Kavan, Ivan Satrapa, Vladimír Jarý, Jaroslav Konečný, Jiří Hanzl, Zdenek Škára, Vladimír Haber. Trainer: Jiří Vícha und Ladislav Šesták.
- Weltmeisterschaft 1978: 11. Platz (von 16 Mannschaften)

Kader: Ján Packa, Marián Hirner, Jiří Liška, Štefan Katušák, Ján Babic, František Kratochvíl, Ladislav Salivar, Vladimír Haber, Jindřich Krepindl, Dušan Pituch, František Brůna, Jozef Dobrotka, Straka, Jaroslav Papiernik, Mikuláš Čanda, Jiří Hanzl. Trainer: Ladislav Šesták und Dušan Růža.
- Weltmeisterschaft 1982: 10. Platz (von 16 Mannschaften)

Kader: František Šulc (34 Tore), Michal Barda, Pavel Winter, Milan Polívka, Juraj Šimek, Jiří Homolka, František Štika, Milan Folta, Milan Černý, Pavel Bernand, Jaroslav Papiernik, Jiří Bartoň, Jiří Liška, Ján Babic. Trainer: Rudolf Havlík und Ernest Gubrický.
- Weltmeisterschaft 1986: 13. Platz (von 16 Mannschaften)

Kader: Michal Barda, Peter Mesiarik, Libor Sovadina, Tomáš Bártek, Milan Černý, Jiří Kotrč, Ladislav Salivar, Jan Novák, Jiří Bartoň, Milan Brestovanský, František Kratochvíl, Ladislav Tarhai, Jozef Škandík, Josef Toma. Trainer: Ernest Gubrický und Jiří Růžička.
- Weltmeisterschaft 1990: 7. Platz (von 16 Mannschaften)

Kader: Michal Barda, Ľubomír Švajlen, Jiří Shejbal, Martin Lipták, Ľubovít Para, Petr Baumruk, Milan Folta, Jiří Kotrč, Martin Šetlík, Libor Sovadina, Zdeněk Vaněk, Michal Tonar, Karel Jindřichovský, Jan Novák, Csaba Szücs, Ján Sedláček. Trainer: Jiří Vícha und Luboš Zeman.
- Weltmeisterschaft 1993: 7. Platz (von 16 Mannschaften)

Kader: Peter Mesiarik, Ľubomír Švajlen, Michal Barda, Roman Bečvář, Michal Cvičela, František Čapka, Petr Házl, Jaroslav Holeša, Libor Hrabal, Ľubomir Hudák, Bohumír Prokop, Libor Sovadina, Martin Šetlík, Vladimír Šuma, Michal Tonar, Zdeněk Vaněk. Trainer: Vladimír Haber und Michal Barda.

#### B- und C-Weltmeisterschaften
- C-Weltmeisterschaft 1976: nicht teilgenommen[6]
- B-Weltmeisterschaft 1977: nicht teilgenommen
- C-Weltmeisterschaft 1978: nicht teilgenommen
- B-Weltmeisterschaft 1979: 5. Platz (von 12 Mannschaften)
- C-Weltmeisterschaft 1980: nicht teilgenommen
- B-Weltmeisterschaft 1981: 2. Platz (von 12 Mannschaften)
- C-Weltmeisterschaft 1982: nicht teilgenommen
- B-Weltmeisterschaft 1983: 2. Platz (von 12 Mannschaften)
- C-Weltmeisterschaft 1984: nicht teilgenommen
- B-Weltmeisterschaft 1985: 4. Platz (von 16 Mannschaften)
- C-Weltmeisterschaft 1986: nicht teilgenommen
- B-Weltmeisterschaft 1987: 2. Platz (von 16 Mannschaften)
- C-Weltmeisterschaft 1988: als Gastgeber der WM 1990 nicht teilgenommen
- B-Weltmeisterschaft 1989: als Gastgeber der WM 1990 nicht teilgenommen
- C-Weltmeisterschaft 1990: nicht teilgenommen
- B-Weltmeisterschaft 1992: nicht teilgenommen

## Weitere Turnierteilnahmen
(Auswahl)

### Supercup
Beim Supercup (1979–2015) in Deutschland erreichte die Auswahl folgende Platzierungen:
- 1979: 5. Platz
- 1981: 4. Platz
- 1983: 4. Platz
- 1985: 6. Platz
- 1987: 7. Platz
- 1989: 7. Platz

### World Cup
Beim World Cup (1971–2010) in Schweden erreichte die Auswahl folgende Platzierungen:
- 1971: 4. Platz
- 1974: 6. Platz
- 1992: 6. Platz

### Ostseepokal
Beim Ostseepokal (1968–1981) in verschiedenen Ländern des Ostseeraumes erreichte die Auswahl folgende Platzierung:
- 1989: 6. Platz

### Karpatenpokal
Am Karpatenpokal nahm die Tschechoslowakei insgesamt zwei Mal teil: 1975 wurde die Mannschaft Sechster und damit Letzter, während 1980 der dritte Platz erreicht wurde.
- 1975: 6. Platz
- 1980: 3. Platz

### Jugoslawien-Trophäe
Bei der Jugoslawien-Trophäe (1960–1990) in Jugoslawien erreichte die Auswahl folgende Platzierungen:
- 1964: 1. Platz

## Trainer
- 0000–1958  Jan Vorreth
- 1958–1961  Karel Strnad
- 1961–1964  Ladislav Šesták
- 1964–1966  Jaroslav Mráz
- 1966–1970  Bedřich König
- 1970–1978  Jiří Vícha
- 1978–1982  Rudolf Havlík
- 1982–1985  Jiří Vícha
- 1985–1986  Ernest Gubrický /  Jiří Růžička
- 1986–1989  Vojtech Mareš
- 1989–1991  Jiří Vícha
- 1991–1992
- 1992–1992  Vladimír Haber /  Michal Barda